# HD68561
HD68561 — хімічно пекулярна зоря спектрального класу B9, що має видиму зоряну величину в смузі V приблизно  8,0.
Вона  розташована на відстані близько 1863,8 світлових років від Сонця.

## Фізичні характеристики
Телескоп Гіппаркос зареєстрував фотометричну змінність  даної зорі з періодом    4,23 доби в межах від  Hmin= 8,03 до  Hmax= 7,97.

## Пекулярний хімічний склад
Зоряна атмосфера HD68561 має підвищений вміст 
Si
.